# تشوللو
تشوللو هي قرية في مقاطعة سراب، إيران. عدد سكان هذه القرية هو 352 في سنة 2006.